# João Monlevade
João Monlevade es un municipio brasileño del estado de Minas Gerais. Su población estimada en 2018 es de 79 387 habitantes, según el Instituto Brasileño de Geografía y Estadística (IBGE).

## Historia
La ciudad fue fundada y construida por Jean-Antoine Félix Dissandes de Monlevade, un especialista en minería francés emigrado a Brasil. Monlevade había sido designado en 1817 para viajar a la Capitanía de Minas Gerais, quedándose en las proximidades de los yacimientos de hierro, donde instaló una forja catalana. Posteriormente, Louis Jacques Ensh, llegó a la ciudad en 1934, erigió y administró la siderurgia de João Monlevade, construyendo cerca de 3000 residencias y un hospital.
El distrito de João Monlevade fue creado en 1948, subordinado al municipio Rio Piracicaba, obteniendo la autonomía en 1962.

## Clima
Según la clasificación climática de Köppen, el municipio se encuentra en el clima tropical de altitud Cwa.